# 大岩亮太
大岩 亮太（おおいわ りょうた、1996年8月5日 - ）は、熊本県八代市出身の元サッカー選手。ポジションは、フォワード（FW）。

## 来歴
秀岳館高校では主将を務め、部員211人を抱える大所帯のチームをまとめた。3年次、全国高校サッカー選手権に同校として初出場を果たした。
2015年より、ザスパクサツ群馬へ3年契約で加入。2016年4月、オ・ハンビンと共に群馬県リーグ1部・tonan前橋サテライトへ育成型期限付き移籍した。同年シーズン終了後、育成型期限付き移籍期間満了で前橋サテライトを退団。さらに1年残っていた群馬との契約を解除し、進学を理由に群馬も退団した。
ザスパクサツ群馬退団後は、地元の八代フューチャーズでプレーしている。

## 所属クラブ
ユース経歴
- しらぬいFC
- 八代市立第一中学校
- 秀岳館高等学校

プロ経歴
- 2015年 - 2016年  ザスパクサツ群馬
  - 2015年  Jリーグ・アンダー22選抜[7]
  - 2016年4月 - 同年12月  tonan前橋サテライト（期限付き移籍）
- 2018年 - 八代フューチャーズ

## 個人成績
| 国内大会個人成績 | 国内大会個人成績 | 国内大会個人成績 | 国内大会個人成績 | 国内大会個人成績 | 国内大会個人成績 | 国内大会個人成績 | 国内大会個人成績 | 国内大会個人成績 | 国内大会個人成績 | 国内大会個人成績 | 国内大会個人成績 |
| 年度             | クラブ           | 背番号           | リーグ           | リーグ戦         | リーグ戦         | リーグ杯         | リーグ杯         | オープン杯       | オープン杯       | 期間通算         | 期間通算         |
| 年度             | クラブ           | 背番号           | リーグ           | 出場             | 得点             | 出場             | 得点             | 出場             | 得点             | 出場             | 得点             |
| 日本             | 日本             | 日本             | 日本             | リーグ戦         | リーグ戦         | リーグ杯         | リーグ杯         | 天皇杯           | 天皇杯           | 期間通算         | 期間通算         |
| ---------------- | ---------------- | ---------------- | ---------------- | ---------------- | ---------------- | ---------------- | ---------------- | ---------------- | ---------------- | ---------------- | ---------------- |
| 2015             | 群馬             | 27               | J2               | 0                | 0                | -                | -                | 0                | 0                | 0                | 0                |
| 2016             | 群馬             | 27               | J2               | 0                | 0                | -                | -                | -                | -                | 0                | 0                |
| 2016             | 前橋S            |                  | 群馬県1部        |                  |                  | -                | -                | -                | -                |                  |                  |
| 通算             | 日本             | 日本             | J2               | 0                | 0                | -                | -                | 0                | 0                | 0                | 0                |
| 通算             | 日本             | 日本             | 群馬県1部        |                  |                  | -                | -                | -                | -                |                  |                  |
| 総通算           | 総通算           | 総通算           | 総通算           |                  |                  | -                | -                | 0                | 0                |                  |                  |